# FC Einheit Rudolstadt
FC Einheit Rudolstadt is een Duitse voetbalclub uit Rudolstadt, Thüringen.

## Geschiedenis
De club werd in 1950 opgericht als BSG Einheit Rudolstadt. In 1957 promoveerde de club naar de II. DDR-Liga, de derde klasse, maar na één seizoen degradeerde de club weer. De jeugdopleiding werkte samen met FC Carl Zeiss Jena. Rudolstadt was voornamelijk actief in de Bezirksliga Gera en bij een degradatie keerde de club meestal vrij snel terug maar Einheit bleef wel in de schaduw van stadsrivaal BSG Chemie Schwarza dat verschillende seizoenen in de DDR-Liga speelde.
Na de Duitse hereniging fuseerde de club met de voetbalafdeling van Schwarza tot FC Rudolstadt/Schwarza maar in 1996 werd deze fusie ongedaan gemaakt. De club nam nu de naam FC Einheit Rudolstadt aan. In 2012 promoveerde de club naar de Oberliga. 